# II. Margit flamand grófnő
Konstantinápolyi Margit (1202. június 2. – 1280. február 10.) I. Balduin latin császár fiatalabbik lánya és örököse. 1244-től Flandria és Hainaut grófnője.

## Élete
Apja I. Balduin latin császár, aki Konstantinápoly elfoglalása előtt Flandria és Hainaut grófja is volt egyben. Anyja Mária champagne-i grófnő. Apja 1202-ben a Szentföldre utazott a negyedik keresztes hadjárat egyik vezetőjeként, anyja nemsokára követte. Távollétükben, nővére, Johanna kiskorúsága idejére, Balduin régensi tanácsot nevezett ki Flandria és Hainaut irányítására, aminek tagja volt nagybátyja, I. Fülöp namuri őrgróf is.
1204-ben meghalt apja, majd a következő évben anyja is. Ekkor az árvává vált Johanna és Margit Fülöp gyámjaként nevelkedett 1208-ig, amikor az átadta az árvákat II. Fülöp Ágost francia királynak.
1212-ben Margit feleségül ment egy hainaut-i nemeshez, Bouchard d'Avesnes-hez. A házasságot feltehetően II. Fülöp szervezte meg, mivel Bouchard már régóta a francia királyok megbízható támogatójának számított a térségben, bár a házasságot jóváhagyta Margit nővére is, aki ekkor már Flandria és Hainaut grófnője volt. Bouchard hamarosan részt követelt apósa örökségéből és ekkor Johanna megpróbálta érvényteleníteni Margit házasságát. III. Ince pápához fordult, aki az 1215-ös IV. lateráni zsinaton érvénytelenítette a házasságot.
Bouchard és Margit továbbra is együtt élt, mint házaspár és két gyermekük született, de Johanna 1219-ben elfogatta és börtönbe záratta Bouchard-ot. 1221-ben csak azzal a feltétellel engedték szabadon, hogy elválik Margittól. Amíg Bouchard Rómában volt, Johanna rávette Margitot, hogy újraházasodjon, második férje II. Vilmos, Dampierre ura, champagne-i nemes. Ebből a házasságból Margitnak öt gyermeke született, köztük fia, Guy de Dampierre, a későbbi flamand gróf.
Ez a házasság botrányosnak számított, mivel az első házasság felbontása nem volt hivatalos, amikor megkötötték a másodikat, ráadásul Margit és második férje közeli vérrokonok voltak. A házasság érvényessége, illetve Guy és leszármazottainak joga az örökléshez anyja után még évtizedekig vita és háborúskodás tárgyát képezte, még a német-római császárok is beavatkoztak a küzdelembe, amit később a flandriai és hainaut-i örökösödési háborúnak hívtak.
1244-ben nővére halála után Margit örökölte a flamand és az hainaut-i grófi címeket, mivel ekkor már mindkét férje halott volt. Az első házasságból származó gyermekek bejelentették igényüket mindkét grófságra, apjuk örökségeként, de 1246-ban IX. Lajos francia király, a két fél között közvetítve, a Dampierre-leszármazottaknak adta a Flamand grófságot, és az Avesnes-leszármazottaknak az Hainaut-i grófságot. Ez a döntés látszólag megoldotta a vitát, Margit Flandriában együtt uralkodott fiaival, de 1253-ban I. János hainaut-i gróf (Jean d'Avesnes), aki kisemmizve érezte magát örökségéből, meggyőzte II. Vilmos holland grófot és német ellenkirályt, hogy szállja meg Hainaut-t és Flandriának a német-római császársághoz tartozó részét. Vilmos elméletileg a terület hűbérura volt és János sógoraként fegyveresen támogatta. A csatározások egészen 1253-ig folytak, amikor július 4-én a west-capelle-i csata során János legyőzte Guy seregeit, elfogta anyjával és testvérével, Jean de Dampierre-el együtt és arra kényszerítette Margitot, hogy adja át neki Hainaut grófságot.
Margit 1278. december 29-én Guy fia javára lemondott a flamand grófi címről, akivel addig társgrófként uralkodott. 1280. február 10-én Gentben halt meg, Hainaut grófjaként unokája, I. János fia, II. János hainaut-i gróf követte.

## Családja és leszármazottai
Első férje Bouchard d'Avesnes (1180 – 1244), a házasságot 1212 előtt kötötték, 1215-ben érvénytelenítették és 1221-ben bontották fel. A házasságból három gyermek született:
- Balduin d’Avesnes (? – 1219)[10]
- Jean d’Avesnes (1218. május 1. – 1257. december 24.)[9][11] 1246-ban I. János hainaut-i gróf néven anyja örököse.
- Balduin d’Avesnes (1218. szeptember – 1295. április 10.)[9][11][12] Bátyjával együtt apjuk elrabolta Margittól, amikor 1221-ben a házasságot felbontották és ezután Franciaországban nevelkedtek. Jánost és Balduint a házasság érvénytelenítése miatt törvénytelen gyermeknek tartották, de 1251-ben anyjuk kérésére a pápa törvényes gyermeknek nyilvánította őket.[3]

Második férje II. Vilmos, Dampierre ura, champagne-i nemes (1196 után – 1231. szeptember 3.). A házasságot 1223. augusztus – november között kötötték és öt gyermekük született:
- Vilmos (1224 – 1251. június 6.)[10][11] 1231-ben apja örököseként Dampierre ura lett. 1244-ben anyja örökölte a flamand grófi címet, amit féltestvére, Jean d’Avesnes is magának követelt. IX. Lajos francia király 1246-os döntése értelmében Margit és második házasságából származó gyermekei örökölték Flandriát, ekkor Vilmos anyja mellett társuralkodó lett II. Vilmos néven. Ebben a minőségében látogatta meg 1248-ban II. Vilmos holland grófot és német ellenkirályt, Flandria egy részének hűbérurát.[7] 1251-ben egy lovagi torna során szerzett sérüléseibe halt bele, bár anyja azt sejtette, hogy az Avesnes-család állt a baleset hátterében.[13] Lille közelében, a marquette-i apátságban temették el.[6] Felesége Beatrix de Brabant (1225 – 1288. november 11.), II. Henrik brabanti herceg és Maria von Staufen lánya, Henrik türingiai gróf és német király özvegye.[14][15]
- Guy de Dampierre (1225/1226 – 1305. március 7.)[11] 1251-ben bátyja halála után anyja mellett flamand társgróf, majd 1278-tól anyja lemondása után egyedül uralkodott.
- Jean de Dampierre (? – 1258)[11] Az Annales Blandinienses feljegyzései szerint 1256-ban Guy bátyjával együtt szabadították ki a holland gróf fogságából. Később Dampierre ura, Troyes grófja és a champagne-i grófság hadainak főparancsnoka.[16]
- Jeanne de Dampierre (? – 1245/1246)[17] Első férje III. Hugó retheli gróf (1200 előtt – 1242. május/1243. június). Második férje (1245. augusztus 31.) II. Thibaut, Bar grófja (1221 – 1291. október).[14][15]
- Marie de Dampierre (? – 1302. december 21.),[14] a feljegyzések szerint apáca,[18] a flines-i zárda főnöknője.